# School Tycoon
School Tycoon – gra ekonomiczno-symulacyjna w której gracz ma możliwość tworzenia wirtualnej szkoły, funkcjonującej na dowolnie wybranych zasadach. Gra została wydana w 2004 roku przez Cat Daddy Games.

## Fabuła
Producenci gry dają nam za zadanie stworzenie i administrowanie małym imperium edukacyjnym. Zaczynamy bardzo skromnie aby osiągnąć sukces finansowy i móc rozbudowywać nasze przedsięwzięcie jak i stworzyć "szkołę idealną".
Twórcy gry zaimplementowali w grze ponad 20 scenariuszy które prowadzą nas przez cały szereg zadań które musimy wykonać by przejść do następnego zadania.

## Możliwości gry
- Zatrudnianie i zwalnianie pracowników
- Finansowanie nowych budynków jak: skate park, internat
- Ustalanie planu zajęć dla uczniów
- Organizacja imprez, uroczystości
- Dbanie o reputację placówki
- Projektowanie szkoły - ustalanie położenia klas, biur administracji czy boiska sportowego